# Metroid Fusion
Metroid Fusion (メトロイドフュージョン, Metoroido Fyūjon) é um jogo eletrônico de ação e aventura em 2-D sendo o quarto título da série Metroid (criada por Gunpei Yokoi), o primeiro jogo da série para o Game Boy Advance e sequência de Super Metroid, de 1994. Ele foi desenvolvido pela Nintendo R&D1 e publicado pela Nintendo em 2002 na América do Norte, Europa e Austrália, e no Japão, em fevereiro de 2003. No mesmo dia foi lançado Metroid Prime (sendo esse para o GameCube).
O jogo vem com uma história que, para a série, é inovadora por ser a primeira a ter mais detalhes e abordar ainda mais o passado e as personalidades das personagens. Além disso, Metroid Fusion é um jogo em 2-D, tem a câmera lateral e a jogabilidade padrão da série (onde você busca por aperfeiçoamentos por todo o cenário a fim de evoluir para poder chegar à novos locais, e enfrentar e derrotar inimigos cada vez mais fortes), mantendo assim, o estilo clássico que deu um nome ao jogo, já que o Metroid para Game Cube se distanciava dele por ser, por exemplo, em primeira pessoa.
O título fez parte do pacote de vinte jogos disponibilizados gratuitamente aos "embaixadores" do Nintendo 3DS, que haviam comprado o console antes do corte de preço, e pôde ser baixado, exclusivamente por eles, a partir de 16 de dezembro de 2011. Em abril de 2014, fez parte da biblioteca do Virtual Console do Wii U.

## Jogabilidade
Este jogo mantem o mesmo estilo de aventura e ação com elementos de plataforma e altos níveis de exploração que os seus precedentes possuíam. Nele, assim como em todos os Metroid's, você controla a caçadora de recompensas Samus Aran, que veste um traje biomecânico que cobre todo o seu corpo. Durante a aventura o jogador faz atualizações da roupa através de downloads em determinadas salas chamadas Data Rooms. As atualizações das habilidades da personagem também são feitas quando se absorve um X Parasite gigante expelidos por chefes após serem derrotados. Com tais atualizações a personagem ganha habilidades novas, o que a permite chegar a lugares antes inalcançáveis. Além de aumentar as suas habilidades de exploração, as atualizações aumentam as de ataque e defesa (como é o caso dos Super Missile e da Gravity Suit), permitindo ao jogador derrotar novos inimigos ou conseguir novos upgrades (novas melhorias) escondidos por todo o mapa em paredes, pisos, e até tetos falsos. Este esquema de evoluir para avançar tem sido usado, com sucesso, por todos os jogos da série Metroid, bem como por outros jogos como os da série The Legend of Zelda que é da mesma empresa.
No jogo, como já foi dito, há altos níveis de exploração. Além de um mapa grande e de salas de diferentes tamanhos e formatos, os upgrades e caminhos secretos que se encontram escondidos pelo mapa, forçam o jogador a passar boa parte do tempo usando as habilidades da protagonista (conseguidas através da aventura) para descobrir mais e mais dessas melhorias. Quanto mais upgrades o jogador tem, mais forte a personagem fica. Mas tem muitos jogadores que fazem estas buscas incansáveis por upgrades não apenas para fortalecerem a protagonista, mas também, para conseguirem completar 100% do jogo, o que é considerado a pontuação máxima em Metroid, além de conseguirem, desta forma, o prêmio final: ver a heroína sem o seu traje, usando ou uma roupa de banho ou um traje chamado de Zero Suit, no caso de Metroid Fusion: é o traje de banho.

## Sinopse

### Personagens
Samus Aran é a protagonista, e a personagem que você controla. Ela é uma caçadora de recompensa que está trabalhando para a Galactc Faderation. Escoltando cientistas no Planeta SR388 para a coleta de amostras de seres vivos, Samus é atacada por uma criatura denominada Parasita X. Após complicações de saúde por causa do ataque, uma cirurgia é feita, o que modifica drasticamente a aparência de sua armadura.
Adam é o computador da estação espacial B.S.L. (Biologic Space Labs/Laboratório Biológico Espacial). Programado com base na consciencia e memórias de um antigo membro já falecido da Galactic Federation, conhecido de Samus. Adam auxilia Samus em sua misão através da estação espacial, indicando-lhe para onde a moça deve se dirigir. Trata Samus por "Lady", hábito advindo do Adam original.
Galactic Federation é a organização formada por diversos planetas da galáxia com o objetivo de promover o intercâmbio de culturas e tecnologias e regularizar as transações comerciais interplanetárias.

### História
Dez anos depois dos acontecimento de Super Metroid, Samus Aran é determinada a escoltar um grupo de cientistas de pesquisas biológicas no planeta SR388, planeta natal dos extintos Metroids. O motivo da expedição foi que, com a extinção dos Metroids no planeta, houve um desequilíbrio ambiental. A Galactic Federation/Federação Galáctia não poderia deixar que o pior acontecesse, então ela criou uma estação espacial chamada B.S.L. (Biologic Space Labs/Laboratório Biológico Espacial) para acompanhar de perto o desenvolvimento das espécies do planeta.
Após matar um espécime de "Hornoad" Samus se depara com uma forma de vida que não conhecia. Ela tenta destruí-la mas acaba sendo atacada. Mas tarde ela descobre que tal criatura era um parasita conhecido como "X".
Ao que tudo indica, quando os Chozo povoaram o planeta, eles perceberam o potencial destrutivo deste vírus e foi então que criaram os Metroids: para que estes fossem um predador que dominassem o X. Mas com a extinção dos Metroids, feita pelas próprias mão da protagonista nos jogos anteriores, houve esse desequilíbrio no eco-sistema que fez com que estes parasitas se multiplicassem rapidamente e, consequentemente, ameaçassem as criaturas do planeta.
Depois do ataque, Samus logo fica doente e sem condições de continuar a escolta. Com isso, ela retorna para a estação. Mas no meio do caminho ocorre uma tragédia: O X Parasite/Parasita X, o vírus que a atacou, invade o seu sistema nervoso central (seu Cérebro) o que faz com que ela perca a consciência enquanto pilota a sua nave, fazendo-a colidir com um asteroide. Por sorte o sistema de emergência da nave a ejeta antes do impacto. Samus é resgatada do espaço e levada para o H.Q. (Q.G./Quartel General) da Federação Galáctia.
Infelizmente, durante a viagem até lá, o X se multiplica dentro do seu corpo, e, desastrosamente, rompe grandes áreas de seu Traje (A Power Suit). Mas o que veio a seguir foi ainda pior: os componentes orgânicos de seu traje tornaram-se tão minuciosamente interligados com o seu sistema nervoso, que já não era possível removê-lo normalmente durante o seu estado de inconsciência. A solução foi remover grande parte dele cirurgicamente. Com isso, a aparência dele fica drasticamente alterada. Ele torna-se azul e amarelo, com um elmo rosa-escuro e um visor azul, a roupa também torna-se mais anatômica. Porém, como se não fosse o bastante, mais um drama ocorre: os médicos perceberam que o X estava em um número tão grande no seu sistema nevoso que seria impossível exterminá-lo. As chances de sua sobrevivência eram, claramente, baixas.
Foi aí que descobriram uma cura. Foi sugerido o uso de uma célula de um Metroid para produzir uma espécie de "vacina anti-X". Por sorte, a Federação conseguiu conservar uma quantidade de célula do Metroid de SR388 (vide história de Super Metroid). Rapidamente, o soro foi preparado e ejetado. Em pouco tempo, os parasitas que a infestaram foram exterminados, além disso ela fica vulnerável ao frio extremo, uma característica dos metroids.
| “ | Para mim, uma vida acabada… eu ainda sobrevivi, renasci como algo diferente. Refletindo este fato, eu percebi que o Metroid salvou a minha vida duas vezes." | ” |

Durante a cirurgia feita em Samus, o grupo de pesquisas que foi escoltado por ela enviou à B.S.L. as amostras coletadas no planeta SR388, junto com os pedaços infectados da sua Power Suit, removidos durante a operação. Ao recuperar a consciência, Samus é informada de uma explosão ainda inexplicável na estação (B.S.L.). Ela é enviada para lá para investigar o tal acontecimento. Durante a missão, ela será vigiada pelo computador de sua nova nave, dada pela Galactic Federation a fim de substituir a que colidiu com o asteroide. Este computador foi batizado por ela de Adam (mas esse é apenas o nome dele, o verdadeiro Adam é outra personagem da série, que é por quem Samus se apaixona). Este tipo de computador se chama CO computadorizado.
| “ | Quando eu escutei a instrução (do computador), meus pensamentos vieram para Adam. O Adam real me entendia bem. Ele terminava as ordens dizendo: 'Alguma objeção, madame?' Ele sabia que eu não discordaria. Esse era o seu jeito de notar nossa confiança. Eu me pergunto se eu posso confiar nesse computador, também… | ” |

Durante as investigações, Samus descobre uma criatura com a sua aparência. Essa criatura foi quem causou a explosão. O computador Adam decide nomeá-la de SA-X. Esse ser surgiu das peças biomecânicas da Power Suit da Samus.
Os "vírus-parasitas" nativos de SR388 que atacaram e infectaram Samus e sua Power Suit, são um tipo especial de criaturas com altas capacidades de mutação e que podem reproduzir perfeitamente as habilidades e a forma dos seus hospedeiros. Desta forma, é criada uma réplica exata de Samus, porém na potência máxima já que a verdadeira perdeu a maior parte dos seus poderes durante a cirurgia. A SA-X nada mas é do que um clone de Samus com todas as suas habilidades copiadas e com força total. A conclusão é que, desta forma, o grande perigo que Samus enfrenta nesta aventura… é ela mesma! Alem disso, a SA-X, pode ser o inimigo mais poderoso ela já enfrentou.
| “ | SA-X, um inimigo com as minhas habilidades mais fortes. Mas ela pode raciocinar? Provavelmente não. É só uma máquina mortal. No meu estado atual, eu não posso enfrentar ela de frente. A SA-X sou eu, só que sem coração. Eu devo parar isso antes que ela descubra o seu potencial e ameace o universo… | ” |

## Desenvolvimento

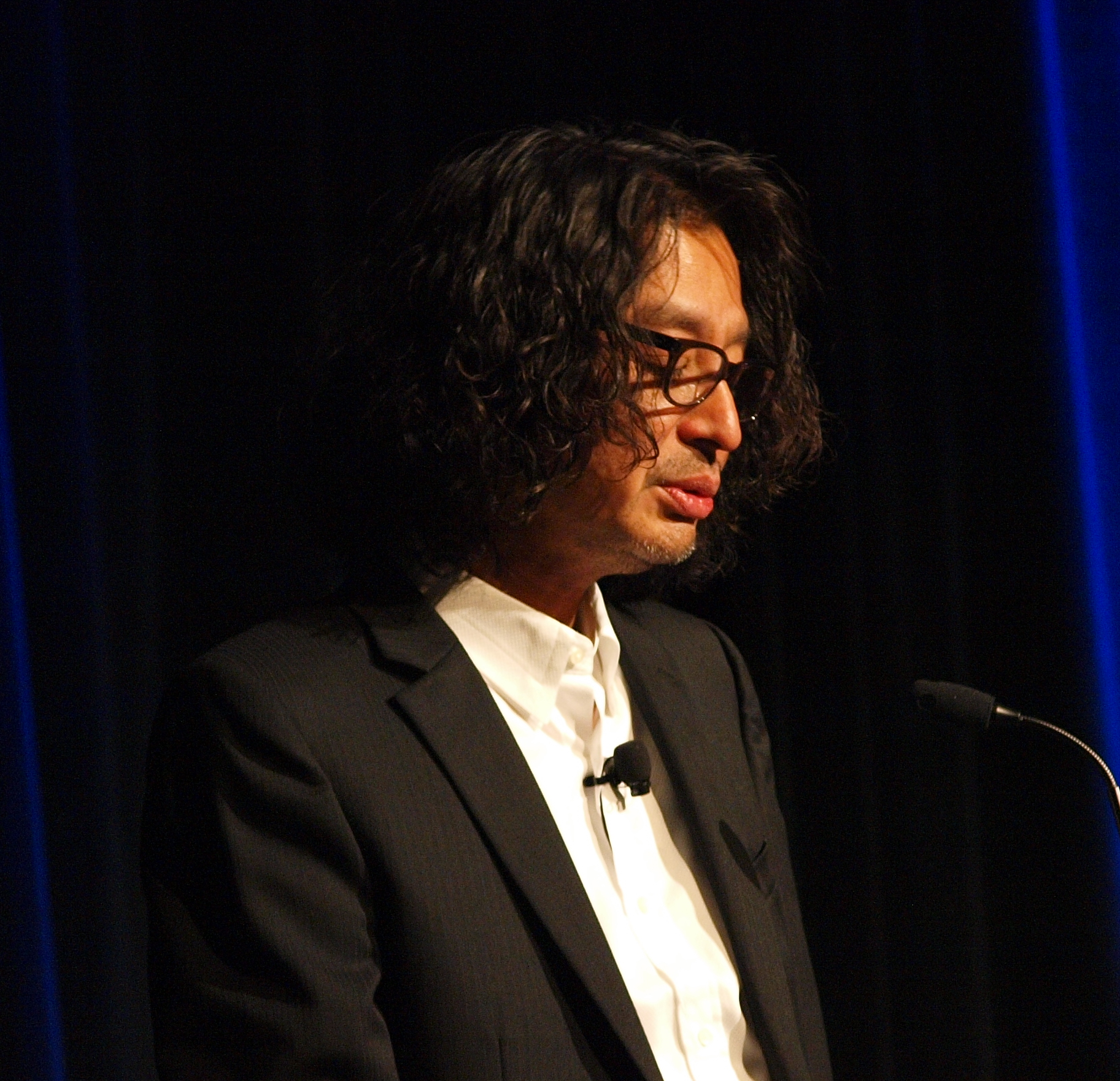
Foto de Yoshio Sakamoto no 3º dia da Conferência GDC (Game Developers Conference) de 2010.

Desde a época em que Super Metroid foi lançado para Super Nintendo (em 1994), os fãs desta série esperaram ansiosamente por cerca de oito anos até serem recompensados com o lançamento de um novo jogo, desta vez lançado para o portátil da Nintendo: o Game Boy Advance.
Metroid Fusion foi desenvolvido pela Nintendo Research & Development 1, a mesma equipe de desenvolvimento que criou, em 1994, o jogo Super Metroid para Super Nintendo. O Nintendo 64 não recebeu um lançamento de um jogo da série apesar da protagonista Samus Aran ter participado do jogo Super Smash Bros..

### Antes do lançamento
"Que tal reviver Super Metroid no seu GBA?" Esse foi o título da matéria de Preview/previsão da Nintendo World número 48 encontrado na página 24, tamanha era a semelhança da "jogabilidade básica" dos dois títulos: um jogo em 2-D com jogabilidade lateral; ação e combate baseada em tiros e pulos; evolução dos Status através do ganho de novas habilidades; e a clássica, complexa e conhecida exploração da série.
O que mais aparecia nos Previews era a comparação entre Metroid Fusion com Super Metroid (como até mesmo o título do Preview sugere). Outra coisa bem comentada eram os movimentos novos que Samus fazia na demo (demonstração). Ela podia escalar paredes e até o teto mas provavelmente eram escadas em um mal ângulo. Ela também podia se segurar em parapeitos, se inclinar para o lado contrário e saltar, bem como podia atirar ao mesmo tempo em que se encontrava em todas essas situações.
Também se falava dos seres parecidos com "amebas voadoras" que surgiam quando você destruía um inimigo, ao tocar neles você recuperava a energia e os mísseis, assim como os antigos itens que flutuavam nos Metroid's anteriores, e que produziam os mesmos efeitos. No entanto, desta vez eles eram seres vivos e se não fossem pegos logo podiam trazer um novo inimigo à vida na verdade eles apenas repovoavam novas criaturas. Alem disso, também houve uma suposição de que o novo jogo teria uma conexão com o Metroid Prime para Nintendo Game Cube. O que se tornou realidade mais tarde.
Mais uma coisa foi muito comentada: o novo traje da heroína. Muito mais estilizado, agora totalmente anatômico e em cores diferentes e de alto contraste. Muitos fãs estranharam e alguns nem sequer concordaram com a mudança no visual da Samus, mesmo antes de saber de sua razão. Mas nada chamou mas a atenção dos fãs do que o final da demo. Depois de concluir a fase, você ganhava acesso à uma sala nova onde encontrava ninguém mais, ninguém menos do que a própria Samus. Muitos fãs se perguntavam o que aquilo significava.

## Áudio
A trilha sonora de Fusion é considerada sombria, tensa e até misteriosa, o que na opinião de alguns jogadores a tornaria entediante. No caso da sonoplastia: cada criatura, cada arma, cada efeito, cada coisa produz um som diferente e único. Toda a trilha sonora foi composta por  Minako Hamano e Akira Fujiwara.

## Recepção da crítica
Metroid Fusion foi lançado pela Nintendo para o Game Boy Advance em 17 de novembro de 2002 na América do Norte, em 22 de Novembro de 2002 na Europa, 29 de Novembro de 2002 na Austrália e 14 de Fevereiro no Japão. Recebeu uma pontuação de 92% da Metacritic, que é considerada "aprovação universal" . Os elogios foram principalmente para a jogabilidade orientada à ação, com puzzles concentrados na exploração do ambiente, enquanto a desaprovação apontou para algo que foi considerado como "falta de inspiração" no jogo. No mês de estréia nos Estados Unidos (Novembro de 2002), 199.723 cópias de Metroid Fusion foram vendidas, com lucros totais de $ 5.590.768, fazendo dele o terceiro jogo mais vendido do Game Boy Advance naquele mês e o décimo jogo mais vendido de todas as plataformas. O jogo vendeu cerca de 940 mil cópias na América do Norte até agosto de 2006, com lucro de aproximadamente $27 milhões. Em novembro de 2004, o jogo já tinha vendido 155 mil unidades no Japão. Metroid Fusion recebeu vários elogios. Foi considerado o "Jogo do Ano para Portáteis" (Handheld Game of the Year) na edição de 2002 do Interactive Achievement Awards. O jogo também foi escolhido como o Melhor Jogo de Aventura do Game Boy Advance (Best Game Boy Advance Adventure Game) pela IGN e Melhor Jogo de Ação do Game Boy Advance (Best Action Game on Game Boy Advance) pela GameSpot.
Metroid Fusion foi considerado divertido e gratificante por vários críticos. No X-Play, declarou-se que foi "prazeroso jogá-lo" e elogiou-se seu "belos" gráficos e áudio. O jogo satisfez a IGN, que apreciou o tempo mínimo de dez a doze horas de jogo necessárias para completá-lo, posteriormente declarando-o como uma "excelente conquista para o Game Boy Advance". A GamesRadar e a GamePro, entretanto, sentiram que o jogo foi "um pouco curto", mas ainda "adoraram cada minuto dele", considerando os segredos e novos power-ups "sublimamente engenhosos". O sentimento foi compartilhado pela GameSpot, que estava desapontada pelo fato do jogo ser tão curto, mas ainda afirmou: "fãs de Metroid definitivamente devem obtê-lo, como devem todos dispostos a trocar alguma quantidade por alguma qualidade no seu tempo de jogo".
A Nintendo World Report e a Eurogamer ficaram animadas com o jogo, ambas declarando-o o melhor Metroid em 2D e o melhor jogo do Game Boy Advance até então. A revsita Game Informer concordou, descrevendo o jogo como "tudo que você pode querer de um jogo de Game Boy Advance" do começo ao fim. A Play também gostou do jogo, descrevendo-o como uma versão "ampliada, modificada e melhorada" de tudo de bom de Metroid e Super Metroid.
Comparando o jogo à Super Metroid, a GameSpot comentou que Metroid Fusion ofereceu as melhores qualidade daquele jogo em uma nova aventura. A Nintendo Power declarou-o como um retorno ao estilo de ação do clássico Metroid. Os controles perfeitos foram elogiados pela Electronic Gaming Monthly, concluindo sua análise afirmando: "todos os jogos deveriam fazer se sentir bem assim". O jogo não pareceu novo para a GameSpy, que reclamou até o encontro com o chefe final é demasiadamente inspirado em Super Metroid. A GameZone achou que a pequena tela era um ambiente pobre para se jogar, mas no fim das contas ainda o considerou um jogo emocionante.